# Пространственная плоскостность наблюдаемой Вселенной
Пространственная плоскостность — это одно из свойств геометрии Вселенной, определяющее её форму в масштабе, превышающем локальные гравитационные аномалии, такие как галактики и скопления галактик. Плоскостность описывает, как выглядит пространство Вселенной: оно может быть положительно изогнутым (как сфера), отрицательно изогнутым (как гиперболоид) или плоским (евклидова геометрия).

### Теоретические основы
В рамках космологической модели, основанной на общей теории относительности, форма Вселенной определяется общей плотностью её материи и энергии. Это отношение описывается параметром Ω (омега), который представляет отношение плотности материи и энергии во Вселенной к критической плотности.
- Если Ω = 1, Вселенная считается плоской (евклидовой геометрией).[1]
- Если Ω > 1, Вселенная имеет положительную кривизну и напоминает сферу.
- Если Ω < 1, Вселенная имеет отрицательную кривизну, напоминающую гиперболическую геометрию.

### Наблюдения
Исследования с использованием реликтового излучения, такие как миссия WMAP (Wilkinson Microwave Anisotropy Probe) и Planck, показывают, что наблюдаемая Вселенная с высокой точностью является пространственно плоской. Это согласуется с теорией инфляции, которая предполагает, что на самых больших масштабах Вселенная должна быть почти плоской.

### Инфляционная теория
Инфляционная модель Вселенной, предложенная в начале 1980-х годов, объясняет не только плоскостность Вселенной, но и её однородность и изотропность. Инфляция — это краткий период экспоненциального расширения ранней Вселенной, который "разглаживает" любые начальные кривизны, делая её почти плоской.

### Современные исследования
Последние данные от космических миссий, таких как Planck, указывают на то, что отклонение от плоскостности, если оно существует, чрезвычайно мало. Текущие оценки указывают на то, что Ω отклоняется от 1 не более чем на 0.4%, что подтверждает гипотезу о плоскостной геометрии Вселенной.

### Космологические последствия
Плоскостность наблюдаемой Вселенной имеет важные последствия для понимания её будущего. В случае плоской Вселенной, согласно современным теориям, она продолжит расширяться бесконечно, но с замедляющейся скоростью. Плоскостность также согласуется с моделью «холодной тёмной материи» и тем, что наблюдаемая Вселенная кажется изотропной (одинаковой во всех направлениях).